# Гребенщиков, Юрий Сергеевич
Ю́рий Серге́евич Гребенщико́в (12 июля 1937, Свердловск — 14 мая 1988, Москва) — советский актёр театра и кино.

## Биография
В 1955 году вместе с А. Л. Филозовым был принят выездной комиссией в Школу-студию МХАТ (курс В. Я. Станицына).
После окончания учёбы в 1959 году поступил в Московский драматический театр им. К. С. Станиславского. Работал с М. О. Кнебель и А. А. Поповым, играл в спектаклях А. А. Васильева («Первый вариант „Вассы Железновой“», 1978 и «Взрослая дочь молодого человека», 1979).
В 1982 году ушёл с А. А. Васильевым в Театр на Таганке, репетировал пьесу В. И. Славкина «Серсо», премьера которой состоялась в июле 1985 года.
С 1987 начал работать в созданной А. А. Васильевым «Школе драматического искусства».

### Гибель
25 января 1988 года, возвращаясь с вечера, посвящённого 50-летию В. С. Высоцкого, артист был сбит автомобилем и от полученных ранений скончался 14 мая 1988 года. За рулём сбившего его автомобиля находился известный поэт А. П. Межиров. Данные о том, что водитель с места происшествия скрылся, не оказав пострадавшему первой помощи, оспариваются дочерью Межирова.
Похоронен на Долгопрудненском (Южном) кладбище.
Юрий Гребенщиков упоминается в посвящении фильма А. Васильева «Не идёт».

## Семья
Был женат на актрисах О. П. Бган и Н. Ф. Орловой.
Сын от второго брака — актёр Кирилл Гребенщиков (род. 1972).
Внучка — Полина (род. 1994).

## Роли в театре
- 1978 — М. Горький. «Первый вариант „Вассы Железновой“», реж. А. Васильев / Московский драматический театр им. К. С. Станиславского
- 1979 — В. Славкин. «Взрослая дочь молодого человека», реж. А. Васильев — Прокоп / Московский драматический театр им. К. С. Станиславского
- 1985 — В. Славкин. «Серсо», реж. А. Васильев — Владимир Иванович / Театр на Таганке.

## Фильмография
- 1963 — Бухта Елены — лейтенант Лазаренко
- 1965 — Мы, русский народ — Сергей Иванович Илюхин
- 1968 — Степень риска — Олег Петрович
- 1980 — Перед ужином (телеспектакль) — Илларион Николаевич Егоров
- 1981 — Сашка
- 1981 — Валентина — Афанасий
- 1982 — Грачи — Андрей Грач
- 1982 — Ещё до войны — Пётр Артемьевич Колотовкин
- 1982 — Предисловие к битве
- 1982 — Профессия — следователь — Пётр Раков, уборщик на вокзале
- 1983 — Ненаглядный мой — Суслопаров
- 1983 — Человек из страны Грин — Орт Галеран
- 1984 — Лучшие годы
- 1984 — Третий в пятом ряду
- 1985 — Грубая посадка — Зайцев, штурман, капитан
- 1985 — Серсо. II акт (телеспектакль) — Владимир Иванович
- 1986 — Затянувшийся экзамен
- 1986 — Игорь Саввович
- 1986 — Воительница
- 1986 — Лётное происшествие — Петушенко
- 1987 — Следствие ведут ЗнаТоКи. Бумеранг — Подкидин
- 1987 — Даниил — князь Галицкий — Авдей
- 1987 — Отряд специального назначения — Дмитрий Медведев

## Фильмы, в которых упоминается актёр
- 1990 — Взрослая дочь молодого человека (телеспектакль) — Прокоп
- 1992 — Дорога на Чаттанугу / Взрослая дочь молодого человека — Прокоп
- 1994 — Не идёт (художественно-документальный).